# Isabelle Demongeot
Isabelle Demongeot (Gassin, 18 settembre 1966) è un'ex tennista francese.

## Carriera
In carriera ha vinto un titolo in singolare e nove titoli di doppio. Nei tornei del Grande Slam ha ottenuto il suo miglior risultato raggiungendo i quarti di finale di doppio all'Open di Francia nel 1987 e nel 1992.
In Fed Cup ha disputato un totale di venti partite, vincendone dodici.

## Statistiche

### Singolare

#### Vittorie (1)
| Numero | Anno | Torneo                                          | Superficie | Avversaria in finale | Punteggio |
| 1.     | 1991 | Virginia Slims of Central New York, Westchester | Cemento    | Lori McNeil          | 6-4, 6-4  |

### Doppio

#### Vittorie (9)
| Numero | Anno | Torneo                                     | Superficie  | Compagna            | Avversarie in finale                    | Punteggio     |
| 1.     | 1987 | Clarins Open, Parigi                       | Terra rossa | Nathalie Tauziat    | Sandra Cecchini Sabrina Goleš           | 1–6, 6–3, 6–3 |
| 2.     | 1988 | WTA German Open, Berlino                   | Terra rossa | Nathalie Tauziat    | Claudia Kohde Kilsch Helena Suková      | 6–2, 4–6, 6–4 |
| 3.     | 1988 | Open di Zurigo, Zurigo                     | Sintetico   | Nathalie Tauziat    | Claudia Kohde Kilsch Helena Suková      | 6-3, 6-3      |
| 4.     | 1989 | Citizen Cup, Amburgo                       | Terra rossa | Nathalie Tauziat    | Jana Novotná Helena Suková              | WALKOVER      |
| 5.     | 1991 | Virginia Slims of Albuquerque, Albuquerque | Cemento     | Katrina Adams       | Lise Gregory Mareen Louie-Harper        | 6–7, 6–4, 6–3 |
| 6.     | 1991 | Sparkassen Cup, Lipsia                     | Sintetico   | Manon Bollegraf     | Jill Hetherington Kathy Rinaldi-Stunkel | 6–4, 6–3      |
| 7.     | 1992 | Pattaya Women's Open, Pattaya              | Cemento     | Natalija Medvedjeva | Pascale Paradis-Mangon Sandrine Testud  | 6–1, 6–1      |
| 8.     | 1992 | Malaysian Women's Open, Kuala Lumpur       | Cemento     | Natalija Medvedjeva | Rika Hiraki Petra Langrová              | 2–6, 6–4, 6–1 |
| 9.     | 1993 | ASB Classic, Auckland                      | Cemento     | Elna Reinach        | Jill Hetherington Kathy Rinaldi Stunkel | 6-2, 6-4      |